# Plantago malato-belizii
Plantago malato-belizii är en grobladsväxtart som beskrevs av André Gilles Célestin Lawalrée. Plantago malato-belizii ingår i släktet kämpar, och familjen grobladsväxter. Inga underarter finns listade i Catalogue of Life.